# Фатум, що спіткав Сарнат
Фатум, що спіткав Сарнат (англ. The Doom That Came to Sarnath) — фентезійне оповідання американського письменника Говардом Лавкрафта, написане в грудні 1919 року та вперше опубліковане в журналі «Scot» у червні 1920 року, а потім у червневому номері журналу «Weird Tales» за 1938 рік.

## Сюжет
Згідно з переказами, понад 10 000 років тому на берегах річки Ай, у землі під назвою Мнар, колонізувався народ пастухів, який заснував міста Траа, Іларнек та Кадатерон (не плутати з Кадатом), що досягли великих інтелектуальних та торговельних успіхів. Прагнучи більше землі, група цих витривалих людей мігрувала до берегів самотнього і великого озера в самому серці Мнара, заснувавши місто Сарнатх.
Але поселенці були не самі. Неподалік від Сарната знаходилося стародавнє сірокам'яне місто Іб, населене дивною расою, що спустилася з Місяця. Лавкрафт описував їх як «зеленого кольору, як озеро і тумани, що підіймаються над ним….. Вони мали вирячені очі, надуті губи, в'ялі губи і цікаві вуха, і не мали голосу». Ці істоти поклонялися дивному богу, відомому як Бокруг, Велика Водяна Ящірка, хоча радше їхня фізична форма викликала зневагу мешканців Сарнату.
Жителі Сарната вбили всіх істот, що населяли Іб, зруйнували місто, а їхнього ідола забрали як трофей, помістивши його в головному храмі Сарнатха. Наступної ночі ідол таємниче зник, а Таран-Іш, верховний жрець Сарнатха, був знайдений мертвим. Перед смертю він надряпав на порожньому вівтарі єдине слово: «ДОЛЯ».
Через тисячу років Сарнат був у зеніті як своєї могутності, так і занепаду. Вельможі з далеких міст були запрошені на бенкет на честь знищення Іба. Однак тієї ночі святкування було порушене дивними вогнями над озером, густим зеленкуватим туманом, і гранітний стовп Акуріон, знак припливів і відливів, був майже повністю занурений під воду. Незабаром багато відвідувачів втекли, збожеволівши від страху.
Після цього дехто з тих, хто вижив, розповідав, що бачив, як з вікон міських веж замість царя та його свити визирали давно померлі мешканці Іба, інші ж відмовлялися розповісти, що саме вони бачили. Ті, хто повернувся, не побачили нічого з тих, кому не пощастило залишитися; лише порожнє болото, багато водяних ящірок і, що найтривожніше, зниклого ідола. Відтоді Бокруг залишився головним богом на землі Мнар.

## Навіювання
Вплив лорда Дунсені на цю історію можна побачити у згадці про трон, «зроблений з одного шматка слонової кістки, хоча ніхто не знає, звідки взявся такий великий шматок», що нагадує ворота, «вирізані з одного цільного шматка» слонової кістки в "Дні бездіяльності на Яні".
Хоча Сарнатх є історичним містом в Індії — місцем, де Будда вперше викладав, — Лавкрафт сказав, що, на його думку, він вигадав цю назву самостійно.